# 泰奧菲波爾區

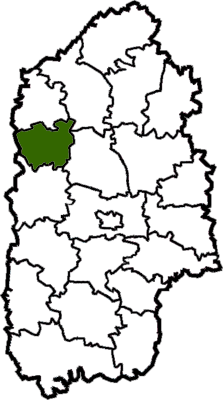
泰奧菲波爾區在赫梅利尼茨基州的位置

泰奧菲波爾區（羅馬化：Teofipolskyi raion），又按俄语名译为捷奧菲波爾區，是烏克蘭西部赫梅利尼茨基州的舊區，区府为泰奧菲波爾，並於2020年被撤銷。該區面積716平方公里，2012年人口27,831，人口密度每平方公里38.87人。